# Treves Blues Band (album)
Treves Blues Band è l'album discografico d'esordio dell'omonimo gruppo musicale italiano dell'armonicista blues Fabio Treves, pubblicato dall'etichetta discografica Red Record nel 1976.

## Tracce

### LP
Lato A
1. Born in Chicago – 3:16 (Nick Gravenites)
2. Vietnam Blues – 2:35 (Champion Jack Dupree)
3. Everything' It's Gonna Be Allright – 6:06 (Treves Blues Band)
4. Imola Street Blues – 5:57 (Treves Blues Band)

Lato B
1. Breakin' Boogie – 5:26 (Tradizionale, arrangiamento: Treves Blues Band)
2. Train Time – 3:50 (Tradizionale, arrangiamento: Treves Blues Band)
3. Blues in C – 4:37 (Treves Blues Band)
4. Let' Work Together – 2:55 (Tradizionale, arrangiamento: Treves Blues Band)

## Formazione
- Fabio Treves - voce, armonica
- Lino Fats Gallo - chitarra
- Gerry DeSario - sassofono soprano, flauto, percussioni
- Tito Branca - sassofono tenore, sassofono soprano
- Vittore Andreotti - pianoforte
- Walter Cazzaghi - basso
- Piero Papotti - batteria

Note aggiuntive
- Registrato nel mese di ottobre 1976
- Treves Blues Band - idea copertina album
- Ralph Batish e Fabio Treves - foto copertina album
- Mirko E. Giardini - realizzazione grafica copertina album
- Fabio Santini - note di copertina[1]